# Cuprobismutite
La cuprobismutite è un minerale.